# Ralf Stöhr
Ralf Stöhr (* 1929 in Plauen; † 1995 in Dresden) war ein deutscher Chemiker.

## Leben
Stöhr studierte von 1948 bis 1950 Chemie an der Karl-Marx-Universität Leipzig und von 1950 bis 1953  an der Technischen Hochschule Dresden. Danach arbeitete er als Chemiker im Volkseigenen Betrieb (VEB) Asbestwerke Dresden und wurde Offizier (zuletzt Oberst der Reserve) der Nationalen Volksarmee im Chemischen Dienst. 1964 wurde Stöhr promoviert (damalige Promotion A); 1970 folgte die Promotion B und ein Zusatzstudium in der Sowjetunion. Stöhr wurde Lehrstuhlleiter an der Militärakademie „Friedrich Engels“ und seit 1980 Stellvertreter des Direktors der Forschungsstelle für chemische Toxikologie der Akademie der Wissenschaften (AdW) der DDR in Leipzig.
1971 erhielt er den Friedrich-Engels-Preis.
Er war im Ehrenamt Mitglied des Beirates für ein umfassendes Verbot chemischer Waffen beim Friedensrat der DDR sowie Mitglied der Sektion Militärpolitik der Gesellschaft zur Verbreitung wissenschaftlicher Kenntnisse (Urania).

## Arbeitsgebiete
- Probleme der Abrüstung chemischer Waffen
- Katastrophenschutz
- Umweltschutz

## Werke (Auswahl)
- Die chemischen Kampfstoffe: Eigenschaften, Wirkung, Schutzmöglichkeiten und Entgiftung / Berlin 1961
- Chemie des Todes: Geschichte, Gegenwart, Abrüstungsperspektiven / von Stöhr, Kießlich-Köcher Berlin 1987

## Schriften
In den Veröffentlichungen geht es vor allem um die Abrüstung chemischer Waffen (C-Waffen) und um physikalisch-chemische Verifikationsmöglichkeiten für ein C-Waffen-Verbot.

### Auswahl von Schriften (Auswahl)
- mit Ralf Trapp:  Chemische Waffen in den Plänen der USA, Deutsche Aussenpolitik (ISSN 0011-9881) Heft 12, (Dezember 1982) S. 87–96.
- Für eine C-Waffen-freie Zone in Europa (I), Der nationale Demokrat (ISSN 0028-0437) Heft 1, (Januar 1986) S. 13–14.
- Für eine C-Waffen-freie Zone in Europa (II), Der nationale Demokrat (ISSN 0028-0437) Heft 2 (Februar 1986) S. 15–16.
- Der Beschluß der NATO-Führungsgremien zur Befürwortung der erneuten Massenfertigung chemischer Waffen der USA – eine verhängnisvolle Entscheidung, Mitteilungsblatt der Chemischen Gesellschaft der Deutschen Demokratischen Republik (ISSN 0411-8987) Heft 4 (April 1987) S. 79–84.
- mit Thomas Stock, Konrad Müller: Physikalisch-chemische Verifikationsmöglichkeiten für ein  C-Waffen-Verbot, Zeitschrift für Chemie 27 (1987) S. 117–126.